# Rudolf Breuss
Rudolf Breuss (ejtsd: Brojsz, 1899 – 1990) osztrák származású természetgyógyász, a nevéről elnevezett Breuss-kúra és -masszázs kidolgozója.
Állítása szerint (már életében) több mint 45 ezer ember gyógyult meg a kúrájával. Népszerű könyve számos nyelvre lett lefordítva és több mint 1 millió példányban kelt el. Magyarul A rák és a leukémia gyógyítása gyógynövényekkel címmel jelent meg.
Az orvostársadalom hozzáállása eltérő. Sokan élesen bírálják, hogy a rákkúrája káros és alultápláltságot okoz, mások elismerik és hatásosnak nevezik azt.

## A Breuss-kúra
Breuss a léböjt-kúráját rák és más betegségek ellen dolgozta ki. Megfogalmazása szerint, ha a szervezet nem kap építő tápanyagokat, csak olyat, amelyek a kiválasztáshoz és a lebontáshoz szükségesek, akkor a rákos daganat éhen hal. Kúrája hatásosan alkalmazható leukémia, reuma, köszvény, ízületi gyulladások, gyomorbántalmak, meszesedések (ér és csont), magas- és alacsony vérnyomás, bronchitis, bőrfertőzések, epe- és májbetegségek, a nemi szervek betegségei (méh, petefészek, prosztata, here), neuralgikus elváltozások, szív- és szembetegségek, hurutos betegségek, vashiány, vészes vérszegénység, vérmérgezés ellen és alkohol-, illetve nikotin elvonókúraként is. A szervezet salakmentesítéseként megelőzésként is alkalmazható.
A kúra időtartama 42 nap. Ezalatt az egyén nem ehet, csak zöldségleveket (céklalé, sárgarépalé, zellerlé, reteklé) és gyógyteákat ihat. A zöldséglevek közül rák esetében a legfontosabb alapanyag a céklalé. Májrák esetén még burgonyalé is fogyasztandó. A sárgarépa a cukor- és karotintartalma, a zeller a foszfortartalma miatt fontos. A zöldséglevek elfogyasztott napi mennyisége negyed-fél liter, amelyet vízzel kell felhígítani. A gyógyteák zsálya, zsurlófű, csalán, porcsinfű, orbáncfű, gólyaorrfű kombinációjából és hagymalevesből tevődnek össze. Ezeket bizonyos betegségeknél még ki kell egészíteni további teákkal.
Rákkúra és komoly betegségek esetén természetgyógyász felügyelete ajánlott. Gyógyszerek szedése tilos és injekciókúrát, sugárkezelést nem szabad egyidejűleg alkalmazni, mert a léböjt-kúrát hatástalanítja. Operáció után csak 2-3 hónap múlva szabad megkezdeni. A kúra alatt béltisztítás javasolt. A kúra megtörésére további szabályok vonatkoznak.
A Breuss-kúra előnye (más kúrákkal szemben), hogy az ember teljes munkakapacitása megmarad, teljesítménye nem csökken, hanem idővel növekszik.

## Műve

### Magyarul
- A rák és a leukémia gyógyítása gyógynövényekkel; ford. Szamák István; Kalligram–Pesti Kalligram, Pozsony–Bp., 1997